# Landerico
Landerico  è un nome proprio di persona italiano maschile.

## Varianti
- Maschili: Landrico[1]

### Varianti in altre lingue
- Catalano: Landric, Llandric[2]
- Germanico: Landerich, Landric, Lantrich[3][4]
- Latino: Landricus[4]
- Francese: Landry[3]
- Spagnolo: Landricio[2]

## Origine e diffusione
Raro in italiano, venne portato da un santo vescovo di Parigi, fondatore del primo ospedale della città. Etimologicamente, risale al nome germanico Landerich, composto da land (o lant, "terra") e ric (o rih, rîch, "potente", "ricco" o "capo", "re").

## Onomastico
L'onomastico si può festeggiare in memoria di più santi, alle date seguenti:
- 17 aprile, san Landerico, figlio dei santi Vincenzo e Valdetrude, soldato, poi sacerdote e vescovo di Meaux, abate di Soignies e di Hautmont[5]
- 10 giugno, san Landerico, vescovo di Parigi[5]
- 16 luglio, san Landerico, vescovo di Séez e martire[5]

## Persone

### Variante Landry
- Landry, primo conte di Nevers

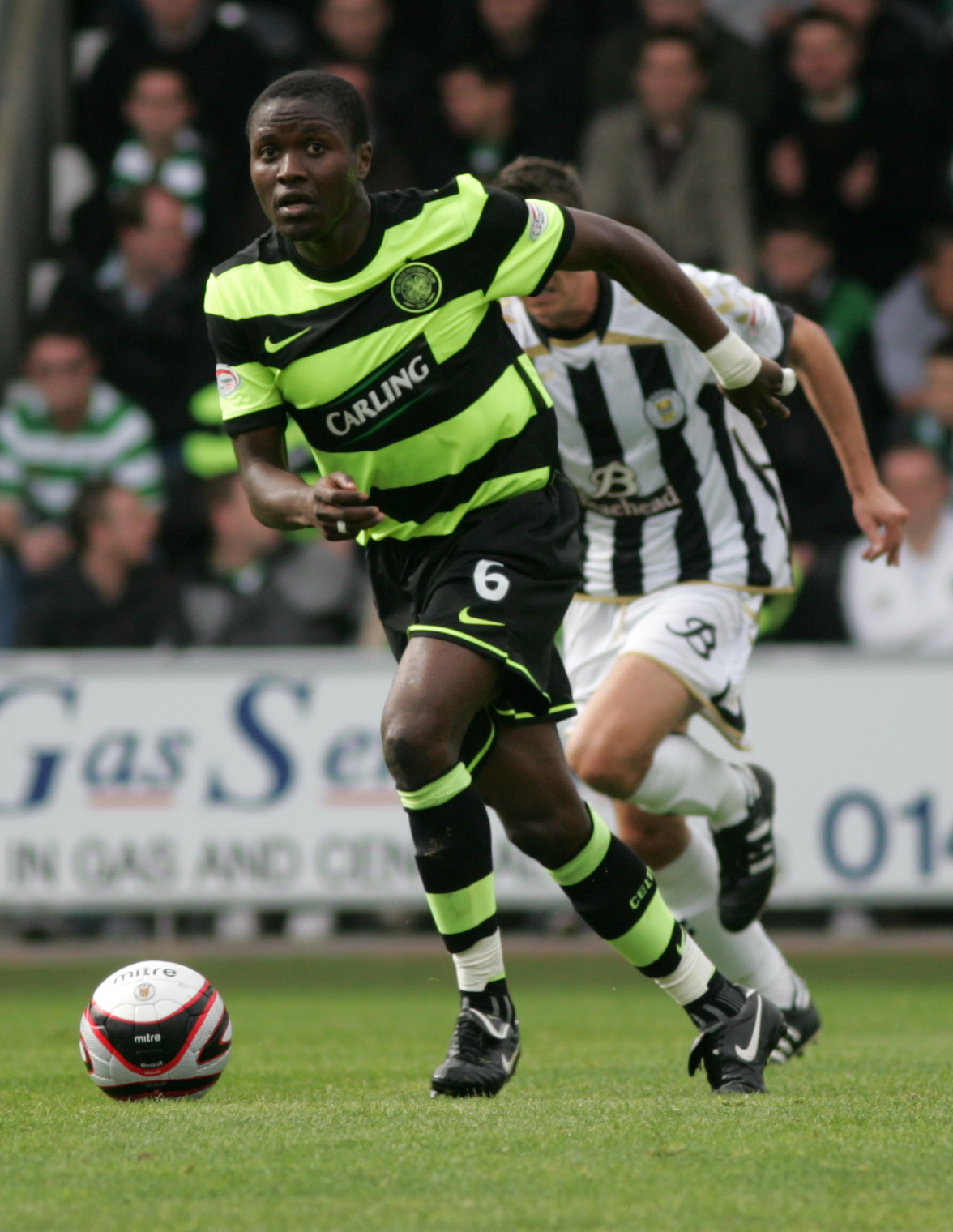
Landry N'Guémo

- Landry Bonnefoi, calciatore francese
- Landry Fields, cestista e dirigente sportivo statunitense
- Landry N'Gala, giocatore di calcio a 5 francese
- Landry N'Guémo, calciatore camerunese
- Landry Nnoko, cestista camerunese
- Landry Shamet, cestista statunitense